# 靴を脱ぐ習慣

屋内で靴を脱ぐ習慣のある国（緑）とない国（青）

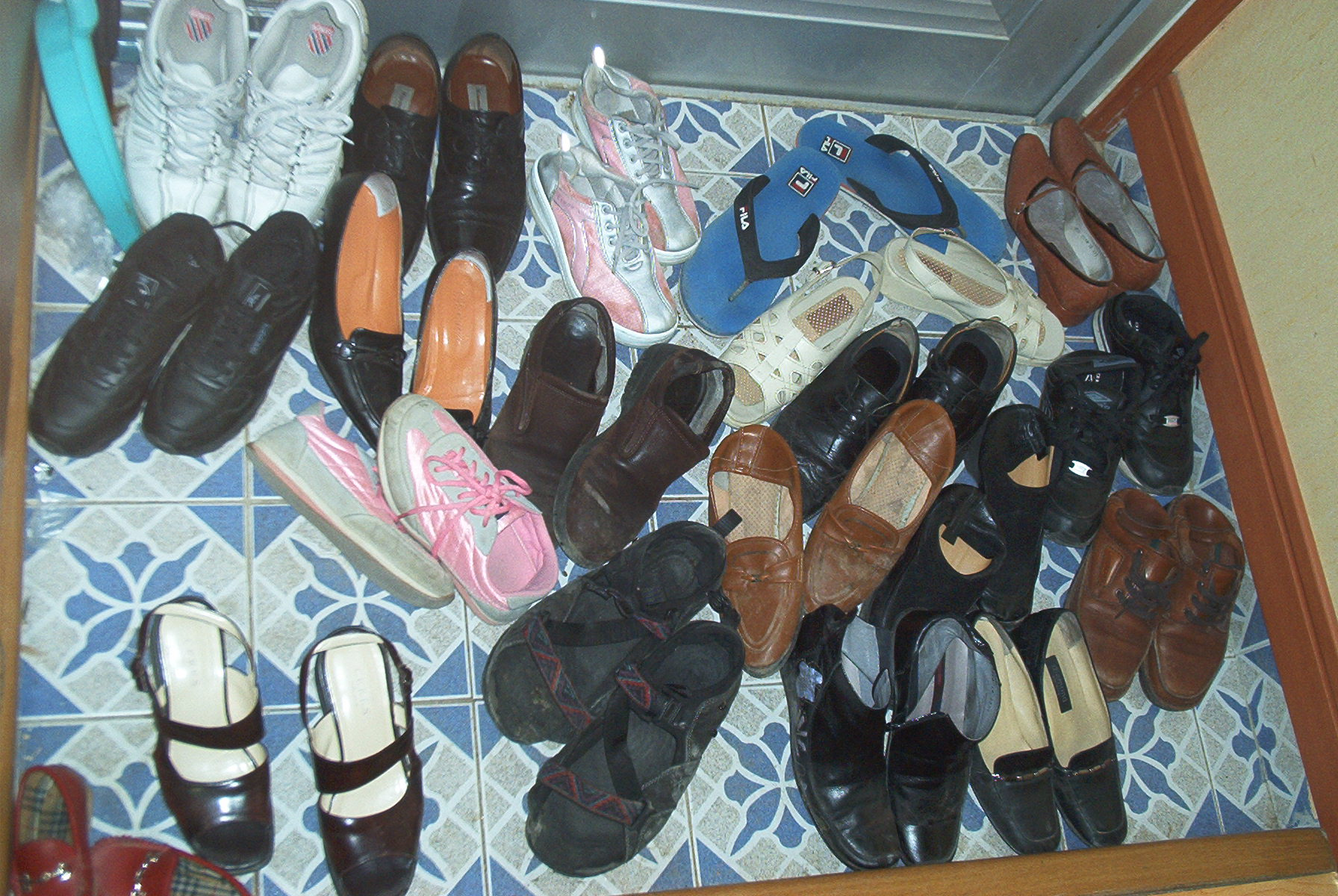
靴が脱がれた玄関

靴を脱ぐ習慣（くつをぬぐしゅうかん）では、国や地域により住宅や教会、寺院、学校などで靴を脱ぐ習慣について述べる。

## ヨーロッパ

### ドイツ、オーストリア、北欧
北ヨーロッパとオーストリアでは特にブーツや屋外作業用の靴を履いたまま家に上がることは一般的に失礼又は不衛生と考えられている。家やアパートの奥まで入らず、短時間の滞在である場合は、例外的に許される。ドレスや背広などと共に着用するフォーマルな靴は通常許されるが、一般的にこれらの靴を履いたまま外を歩くことはせず、屋内履きとして鞄に入れて持ち込み、屋外履きを脱いでから履き替える習慣がある。こうした習慣はドイツでも一般的である。ただしこれはバイエルンを除き、完全には広まっていない。

### 英国、アイルランド、オランダ、ベルギー
オランダやベルギーでは一般的に屋内で靴を脱がない。イギリスでは雪などの特定の天候下や、特定の床材やカーペットなどが敷かれている状況でない限り、靴を履いたまま屋内に入る伝統がある。しかし常に靴を脱ぐ習慣も徐々に広がっている。アイルランドでは屋内に入るときに靴を脱ぐことは非常に稀で、特に客として訪問するときは脱がない。

### 南西ヨーロッパ
イタリア（フリウリ＝ヴェネツィア・ジュリア州を除く）、フランス、スペイン、ポルトガルでは靴を履いたまま家に入ることが普通である。ただし、床が木である場合などに限り靴を脱ぐ。

### 東ヨーロッパ
東ヨーロッパでは、全てのスラヴ人（ロシア、ウクライナ、ポーランドなど）、ハンガリー、ルーマニア、モルドバなど、ほとんどの人々が家で靴を脱ぐほか、公式な会合やイベントでない限り、来客も靴を脱ぐことが望まれる。脱ぐべきかどうか迷った場合は、脱がなくてもよいかどうかを質問して確認することが普通である。自宅においては裸足で歩く人もいればスリッパを履く人もおり、これはカーペットや木など床の材質により左右されることが多いためである。子供は学校で専用の上履きを履くことが、特に冬においては一般的である。一部の人は職場で特に冬に上履きを履く。レストラン、店、シアター、美術館、教会などでは靴を脱がない。

### 南東ヨーロッパ(バルカン半島)
南東ヨーロッパ（旧ユーゴスラビア、アルバニア、ブルガリア、ギリシャ）では伝統的に家で靴を脱いでスリッパを履き、来客も同様に靴を脱ぐことが望まれる。しかしながらこの伝統は特に都会においてはもはや形骸化している。教会では靴を履くが、モスクでは履かない。

## アジア

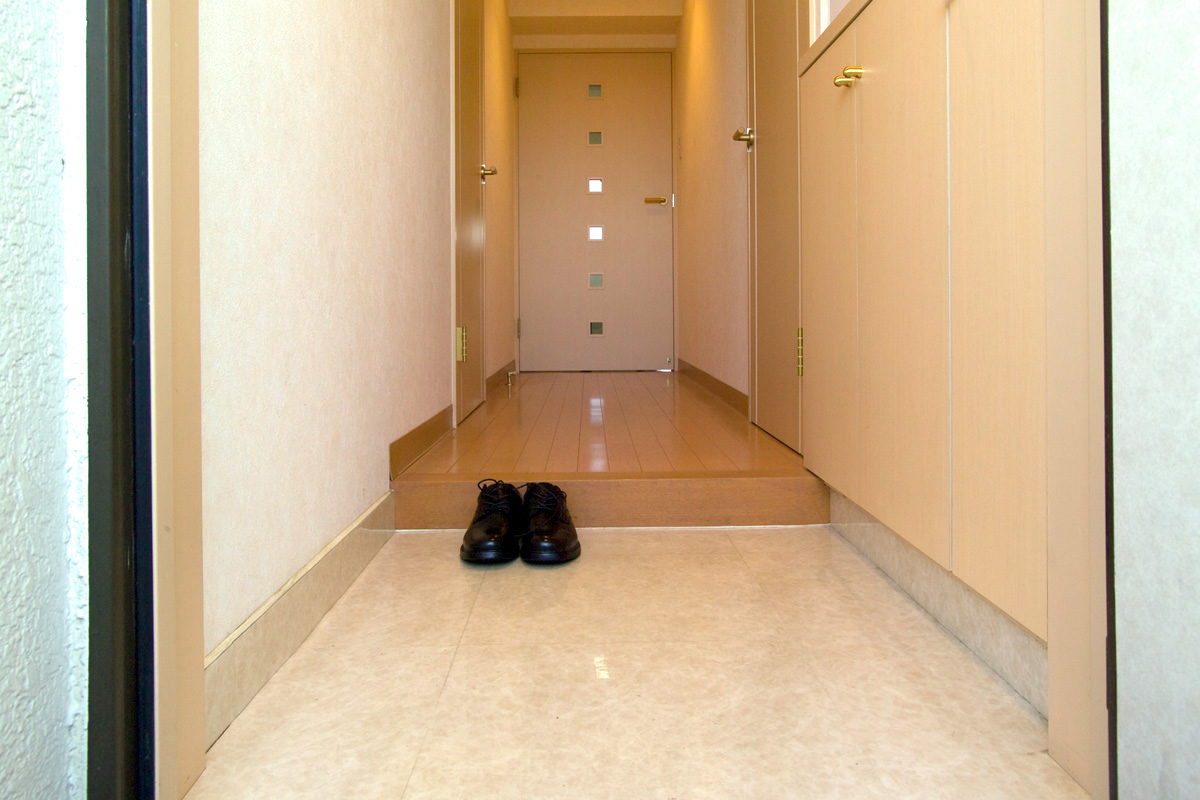
日本の家の玄関

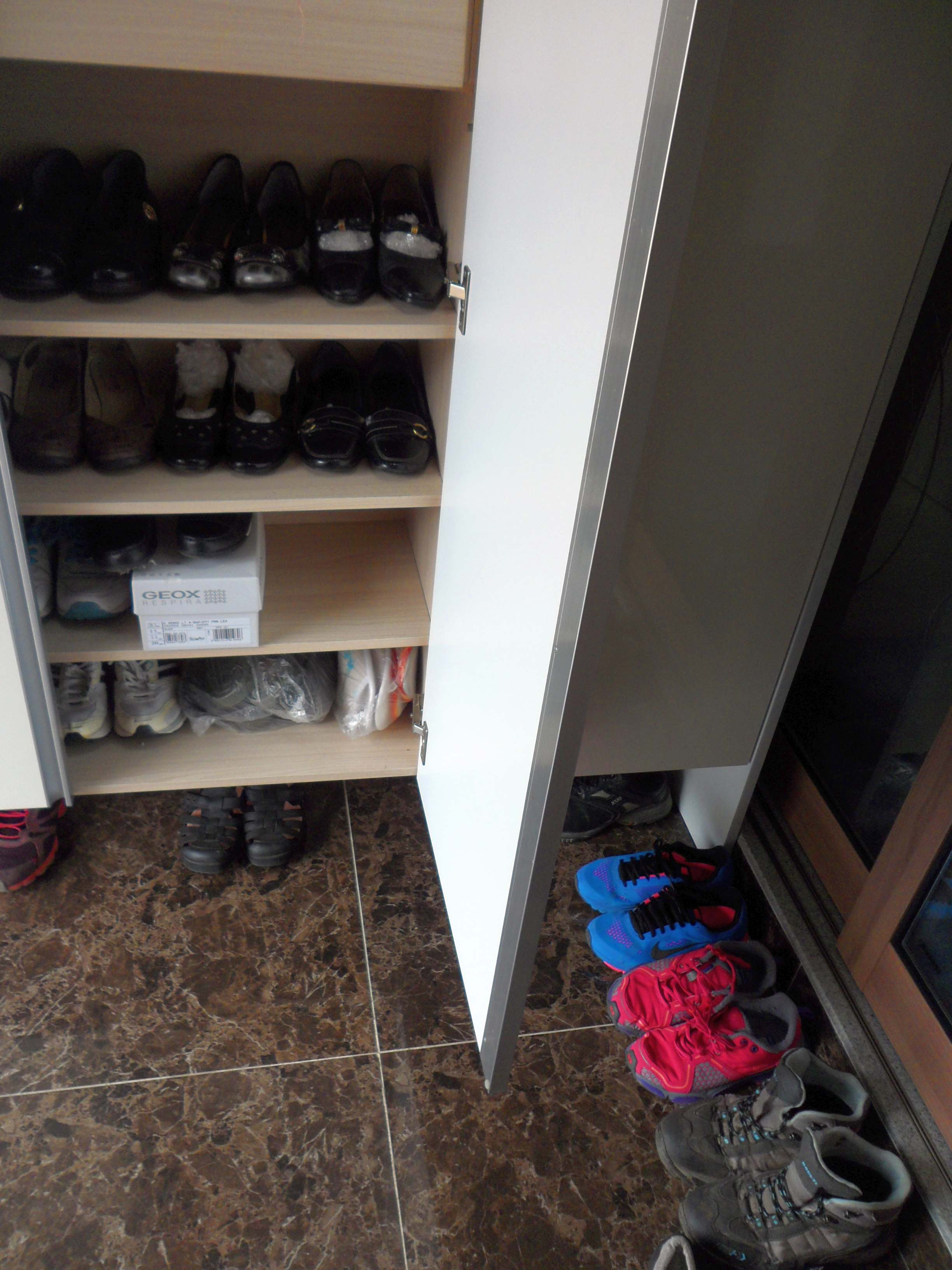
韓国の家の玄関。土間（토방、土房）と下駄箱がある

アジア全体では、日本、インド、タイ、韓国、台湾、ベトナム、フィリピン、マレーシア、シンガポール、インドネシア、ラオス、カンボジア、パキスタン、ミャンマー、ブータン、バングラデシュ、カザフスタン、中華人民共和国など多くの地域で靴を脱ぐ習慣が見られる。

### 日本
日本は屋内で靴を履かない国として世界的に有名であり、和食店や居酒屋などの外食店舗、職場、学校などでも靴を履かない場合がある。この習慣は日本のドラマや映画、小説、漫画などで日常的に見ることができる。日本人は他の国と違い床で寝ることがあるため玄関で靴を脱ぎ家の中に上がるともいわれている。学校や幼稚園などでは「上履き」と呼ばれる室内専用の靴を用意することも多い。オフィスや医院などでは、室内専用のスリッパに履き替えるところも多い。但し室内のうち、畳の敷かれている和室では上履きやスリッパを履くことは不適切とされていることが多い。

### 中国
中華人民共和国では家に入る際に靴を脱いでスリッパを履くことがある。冬は布製、夏はプラスチックかゴム製のスリッパを履くことがある。元々漢族は広く靴を脱ぐ習慣を有していたが、遊牧民である匈奴系の前趙および、鮮卑系の北魏の支配下で文化が変化し、北部を中心に靴を履く文化が見られるようになった。

### インド
インドでは家で靴を脱ぐ習慣が広まっている。たとえ客であっても家の中で靴を履くことは失礼にあたると考えられている。

### イランとトルコ
互いに隣国であるイランとトルコは靴を脱ぐ伝統が広く普及している。家庭では清潔感が重要視されている。また幼稚園では靴を脱ぐことが一般的であるほか、一部の小さな会社でも稀に靴を脱ぐ習慣がある。

### アラブ社会
アラブ社会では靴底は汚く不浄なものとされており、屋内で靴を履くことは許されない。

### イスラエル
イスラエルでは一部のみが家で靴を脱ぐ。シナゴーグの祈祷中はコーヘン（聖職者）が靴を脱ぐ。

### ベトナム

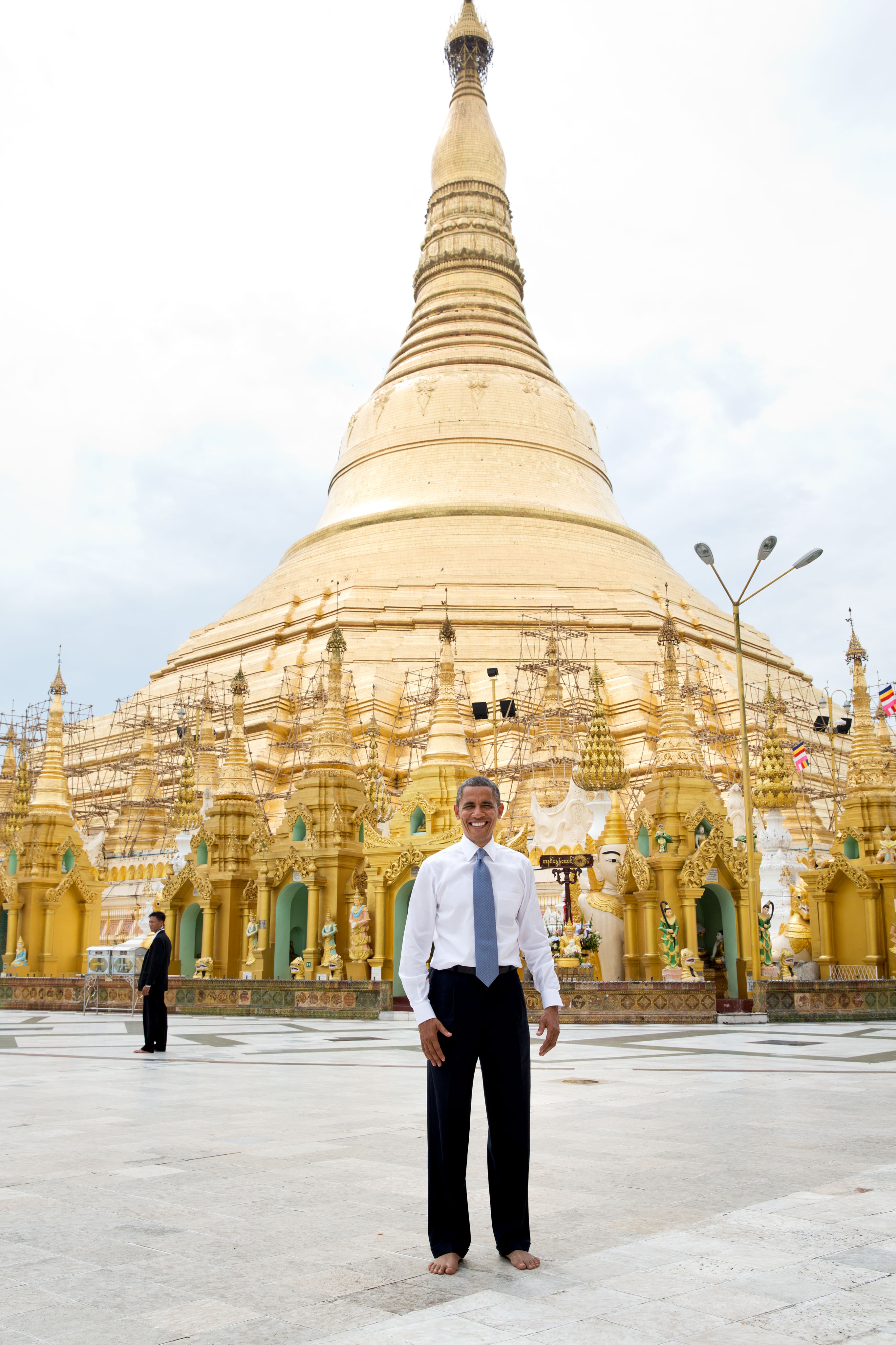
ミャンマーのシュエダゴン・パゴダを訪問したアメリカ合衆国のバラク・オバマ大統領。寺院の境内には裸足で入るべきという現地の習慣に従っている

ベトナムではどこの家やアパートであっても中へ入る際に靴を脱ぐ習慣がある。幼稚園や一部の小さな店でも靴を脱ぐことは一般的である。

### タイ
タイではほぼすべての家やアパートで靴を脱がなければならず、家に入る前に脱いで玄関の外に靴を置く。また寺院などの建物に入る際にも靴を脱がなければならず、特にウボーソットでは必ず脱ぐ。幼稚園や小学校、中学校や高校などでも生徒は靴を脱ぐことが求められる。
一方で一部の家や学校ではスリッパの使用が認められるが、スリッパを履いたまま外を歩くことは許されず、また一部のトイレでは清潔を保つために専用のサンダルが準備されており、これに履き替えてからトイレに入る。

## アメリカ

### アメリカ合衆国及び太平洋諸島における領土
一般的にアメリカ合衆国本土では屋内で靴を脱ぐ伝統はない。しかしハワイ、アラスカ、グアムや北マリアナ諸島では靴を脱ぐ習慣がある。また北東部では冬に天候が悪い場合などに靴を脱ぐ人が増えており、西部の州でも各家庭により異なる方針がある。特に靴が濡れたり泥だらけになったりする雨の季節は靴を脱ぐことが多い。また特定の移民は靴を脱ぐ習慣がある。

### カナダ
カナダでは、訪問者が個人の住宅に入る際に靴を脱がないのは不衛生で無作法だと一般的に見なされている。通常、訪問者は家に入る際に靴を脱ぐことが求められており、ホストが「靴のままでどうぞ」と伝えることは稀である。
住宅だけでなく、冬の季節には他の場所でも靴を脱ぐ習慣がある。屋外で履いた靴は雪で濡れていたり、道路に撒かれた塩や砂で汚れていることが多いためである。そのため、多くのカナダの学校では冬の間、生徒に「屋内用の靴」を持参または学校に置いておくよう求めている。これはジムやオフィス、その他の私的な施設でも同様。夏の間は、学校や職場、ジムなどに屋外用の靴のまま通うことが一般的である。
また、一部の医療機関では衛生を保つために患者に靴を脱ぐよう求める場合や、少なくとも靴の上から使い捨ての紙製カバーを着用するよう求めることがある。後者は、医療施設やハイテク分野のクリーンルームでは帯電防止機能付きのものがよく使用されている。